# Willis Reed
Willis Reed jr. (Bernice, 25 giugno 1942 – 21 marzo 2023) è stato un cestista, allenatore di pallacanestro e dirigente sportivo statunitense.
Da giocatore militò nei New York Knicks, in 650 partite giocate tenne una media di 18,7 punti, 12,9 rimbalzi e 1,8 assist.

## Carriera
Reed fu nominato matricola dell'anno nel 1965 e miglior giocatore dell'anno nel 1970. Vinse il campionato NBA con i Knicks nel 1970 e nel 1973.
La sua partita più celebre fu gara-7 della finale del 1970. Colpito in gara-5 da un grave infortunio, arrivò quasi di nascosto al Madison Square Garden con compagni ed avversari certi della sua assenza.
Il suo ingresso a riscaldamento già iniziato, vistosamente zoppicante, fu accolto dal pubblico con una standing ovation.
Reed si presentò alla palla a due con Wilt Chamberlain e segnò i primi due canestri della partita, dando la necessaria carica emotiva ai compagni per riuscire a vincere la partita. Il giocatore, molti anni dopo quella giornata storica, ha dichiarato: "Non c'è un giorno della mia vita in cui qualcuno non mi chieda di quella partita".
Si ritirò dalle competizioni dopo la stagione 1973-74, a causa di infortuni,  nel 1982 fu inserito nella Basketball Hall of Fame.
Morì per problemi cardiaci il 21 marzo 2023.

## Statistiche
| † | Denota le stagioni in cui ha vinto il titolo |

### NBA

#### Regular Season
| Anno       | Squadra     | PG  | PT | MP   | TC%  | 3P% | TL%  | RP   | AP  | PRP | SP | PP   |
| ---------- | ----------- | --- | -- | ---- | ---- | --- | ---- | ---- | --- | --- | -- | ---- |
| 1964-1965  | N.Y. Knicks | 80  | -  | 38,0 | 43,2 | -   | 74,2 | 14,7 | 1,7 | -   | -  | 19,5 |
| 1965-1966  | N.Y. Knicks | 76  | -  | 33,4 | 43,4 | -   | 75,7 | 11,6 | 1,2 | -   | -  | 15,5 |
| 1966-1967  | N.Y. Knicks | 78  | -  | 36,2 | 48,9 | -   | 73,5 | 14,6 | 1,6 | -   | -  | 20,9 |
| 1967-1968  | N.Y. Knicks | 81  | -  | 35,5 | 49,0 | -   | 72,1 | 13,2 | 2,0 | -   | -  | 20,8 |
| 1968-1969  | N.Y. Knicks | 82  | -  | 37,9 | 52,1 | -   | 74,7 | 14,5 | 2,3 | -   | -  | 21,1 |
| 1969-1970† | N.Y. Knicks | 81  | -  | 38,1 | 50,7 | -   | 75,6 | 13,9 | 2,0 | -   | -  | 21,7 |
| 1970-1971  | N.Y. Knicks | 73  | -  | 39,1 | 46,2 | -   | 78,5 | 13,7 | 2,0 | -   | -  | 20,9 |
| 1971-1972  | N.Y. Knicks | 11  | -  | 33,0 | 43,8 | -   | 69,2 | 8,7  | 2,0 | -   | -  | 13,4 |
| 1972-1973† | N.Y. Knicks | 69  | -  | 27,2 | 47,4 | -   | 74,2 | 8,6  | 1,8 | -   | -  | 11,0 |
| 1973-1974  | N.Y. Knicks | 19  | -  | 26,3 | 45,7 | -   | 79,2 | 7,4  | 1,6 | -   | -  | 11,1 |
| Carriera   | Carriera    | 650 | -  | 35,5 | 47,6 | -   | 74,7 | 12,9 | 1,8 | -   | -  | 18,7 |

### Massimi in carriera
Regular Season
- Massimo di punti: 53 vs Los Angeles Lakers (1º novembre 1967)
- Massimo di rimbalzi: 33 vs Cincinnati Royals (2 febbraio 1971)
- Massimo di assist: 9 vs Philadelphia 76ers (9 marzo 1965)
- Massimo di minuti giocati: 55 vs Philadelphia 76ers (22 gennaio 1969)

#### Playoffs
| Anno     | Squadra     | PG | PT | MP   | TC%  | 3P% | TL%  | RP   | AP  | PRP | SP  | PP   |
| -------- | ----------- | -- | -- | ---- | ---- | --- | ---- | ---- | --- | --- | --- | ---- |
| 1967     | N.Y. Knicks | 4  | -  | 37,0 | 53,8 | -   | 96,0 | 13,8 | 1,8 | -   | -   | 27,5 |
| 1968     | N.Y. Knicks | 6  | -  | 35,0 | 54,1 | -   | 73,3 | 10,3 | 1,8 | -   | -   | 21,3 |
| 1969     | N.Y. Knicks | 10 | -  | 42,9 | 51,0 | -   | 78,6 | 14,1 | 1,9 | -   | -   | 25,7 |
| 1970†    | N.Y. Knicks | 18 | -  | 40,7 | 47,1 | -   | 73,7 | 13,8 | 2,8 | -   | -   | 23,7 |
| 1971     | N.Y. Knicks | 12 | -  | 42,0 | 41,3 | -   | 66,7 | 12,0 | 2,3 | -   | -   | 15,7 |
| 1973†    | N.Y. Knicks | 17 | -  | 28,6 | 46,6 | -   | 85,7 | 7,6  | 1,8 | -   | -   | 12,5 |
| 1974     | N.Y. Knicks | 11 | -  | 12,0 | 37,8 | -   | 60,0 | 2,0  | 0,4 | 0,2 | 0,0 | 3,4  |
| Carriera | Carriera    | 78 | -  | 33,9 | 47,4 | -   | 76,5 | 10,3 | 1,9 | 0,2 | 0,0 | 17,4 |

### Massimi in carriera
Playoffs
- Massimo di punti: 43 vs Baltimore Bullets (2 aprile 1969)
- Massimo di rimbalzi: 36 vs Baltimore Bullets (2 aprile 1970)
- Massimo di assist: 7 vs Los Angeles Lakers (10 maggio 1973)
- Massimo di minuti giocati: 54 vs Baltimore Bullets (26 marzo 1970)

## Palmarès

### NBA
- Campionato NBA: 2

New York Knicks: 1970, 1973
- MVP della regular season: 1970
- MVP delle finali: 2

1970, 1973
- MVP dell'All-Star Game: 1970
- Matricola dell'anno: 1965
- Convocazioni all'All-Star Game: 7

1965, 1966, 1967, 1968, 1969, 1970, 1971
- NBA All-Rookie First Team: 1965
- Squadre All-NBA:

First Team: 1970
Second Team: 1967, 1968, 1969, 1971
- NBA All-Defensive First Team: 1970
- Inserito tra i 50 migliori giocatori del cinquantenario della NBA
- Inserito nel NBA 75th Anniversary Team
- Introdotto nella Basketball Hall of Fame nel 1982
- La sua maglia n. 19 è stata ritirata dai New York Knicks

### Nazionale
- Medaglia d'oro ai Giochi panamericani del 1963

### NAIA
- Campione NAIA: 1961